# جوستين دينمان
جوستين دينمان (بالإنجليزية: Heath Denman)‏ هو لاعب كرة مضرب أسترالي، ولد في 17 يناير 1971 في إبسوتش في أستراليا.

## وصلات خارجية
- جوستين دينمان على موقع رابطة محترفي التنس (الإنجليزية)
- جوستين دينمان على موقع الاتحاد الدولي لكرة المضرب (الإنجليزية)
- جوستين دينمان على موقع خلاصة التنس.كوم (الإنجليزية)